# Aeroporto de Sena Madureira
O Aeroporto de Sena Madureira ( IATA: ZMD) está localizado no município de Sena Madureira, no Acre.